# Marija Došen
Marija Došen (* 3. Juni 2008 in Gospić) ist eine kroatische Fußballspielerin, die zumeist als Stürmerin eingesetzt wird.

## Vereinskarriere
Marija Došen wurde am 3. Juni 2008 in der kroatischen Kleinstadt Gospić geboren und begann bereits in jungen Jahren mit dem Fußballspielen. Bei ihrem Heimatverein, dem NK Gospić ’91, durchlief sie in den nachfolgenden Spielzeiten die verschiedenen Altersspielklassen und kam für den Verein zuletzt in der Saison 2020/21 in der U-13-Mannschaft zum Einsatz. Danach wechselte sie in den Nachwuchsbereich des kroatischen Erstligaklubs ŽNK Donat und kam für diesen vorrangig in der in U-15-Mannschaft zum Einsatz, blieb in dieser jedoch ohne nennenswerten Torerfolg. Bereits in der Winterpause 2021/22 wechselte sie in die Hauptstadt zum ŽNK Agram, einem weiteren Erstligisten und kam für diesen ebenso in der U-15-Liga zu Einsätzen. In zehn U-15-Spielen konnte sie bereits insgesamt zwölf Tore verzeichnen und absolvierte zudem ein Spiel in einem anderen Jugendteam des Vereins, wobei sie ebenfalls zur Torschützin wurde. In der nachfolgenden Spielzeit 2022/23 war sie mit 26 Toren in 22 Ligaspielen eine der Stammspielerinnen in der U-15-Mannschaft. Zu Saisonbeginn 2023/24 schaffe sie den Sprung in die U-17-Akademiemannschaft des ŽNK Agram und konnte in dieser mit 24 Treffer bei 16 Ligapartien ebenso überzeugen, weshalb sie noch zum Saisonende hin in die Erstligamannschaft hochgezogen wurde.
Am 12. Mai 2024 debütierte Došen in der 1. HNLŽ, als sie bei einem 2:0-Auswärtssieg über den HNK Gorica von Trainer Vedran Viljevac in der 70. Spielminute für Mia Kalašić eingewechselt wurde. Zwei Wochen später absolvierte sie bei einer 1:2-Heimniederlage gegen den ŽNK Međimurje Čakovec ihr zweites Meisterschaftsspiel, war dabei bereits über die volle Spieldauer am Rasen und erzielte in Minute 66 ihr erstes Meisterschaftstor. Im Endklassement der 1. HNLŽ 2023/24 rangierte sie mit Agram auf dem fünften Tabellenplatz. In der 1. HNLŽ 2024/25 kam die junge Stürmerin abwechselnd in der U-17-Liga und der 1. HNLŽ zum Einsatz, wobei sie es für die U-17-Mannschaft auf 22 Treffer bei 17 Einsätzen brachte. In der höchsten kroatischen Frauenfußballliga absolvierte sie zwölf der möglichen 14 Partien der regulären Spielzeit, steuerte hierbei drei Treffer bei und kam in den nachfolgenden Meister-Play-offs in sechs der zwölf Spiele zum Einsatz, wobei sie selbst torlos blieb. Mit ihrer Mannschaft wurde sie am Ende überlegen kroatischer Meister und ließ dabei die sonst so dominierenden Klubs wie ŽNK Osijek und ŽNK Split hinter sich. Im kroatischen Fußballpokal 2024/25, in dem Došen ebenfalls zum Einsatz kam, schied sie mit der Mannschaft im Halbfinale gegen den ŽNK Hajduk aus.

## Nationalmannschaftskarriere
Im Oktober 2023 nahm die damals 15-Jährige mit der kroatischen U-17-Auswahl an der Qualifikation zur U-17-Europameisterschaft 2024 teil. Die Kroatinnen konnten dabei die drei Spiele der ersten Qualifikationsrunde gegen Malta (8:0), Aserbaidschan (8:0) und Luxemburg (3:0) für sich entscheiden und kamen so in die Eliterunde der Qualifikation. Am Ende reichte es nicht zur Teilnahme an der EM-Endrunde.
Danach blieb Došen exakt ein Jahr ohne U-17-Länderspieleinsatz – dazwischen absolvierte sie im Mai 2024 ein Spiel für Kroatiens U-16 gegen Ungarn – und kam im Oktober 2024 zu zwei Freundschaftsspieleinsätzen gegen die Slowakei, wobei sie zwei Tore erzielte. Gleich im Anschluss bestritt sie mit ihrem Heimatland im November 2024 die erste Qualifikationsrunde zur U-17-EM 2025 und absolvierte dabei alle drei Gruppenspiele gegen die Alterskolleginnen aus Italien, Frankreich und Bulgarien. Die Kroatinnen kamen daraufhin in die zweite Qualifikationsphase und spielten in dieser gegen die Konkurrenz aus Italien, Tschechien und Georgien. Die junge Angriffsspielerin war – nachdem sie bereits in der Vorbereitung darauf zwei Freundschaftsspiele (+ 1 Tor) absolviert hatte – lediglich in einem der Gruppenspiele im Einsatz und steuerte bei diesem 8:0-Erfolg über Georgien einen Treffer bei.
Wenige Tage vor ihrem 17. Geburtstag debütierte Došen am 30. Mai 2025 bei einer 0:5-Niederlage ihres Heimatlandes gegen Tschechien in der A-Nationalmannschaft Kroatiens, als sie beim Spiel im Rahmen der Qualifikation zur Weltmeisterschaft 2027 von Nenad Gračan in der 75. Spielminute für Ivana Rudelić auf den Rasen kam.

## Erfolge
mit dem ŽNK Agram
- Kroatischer Meister (1×): 2024/25